# Leichtathletik-Weltmeisterschaften 2011/4 × 100 m der Männer

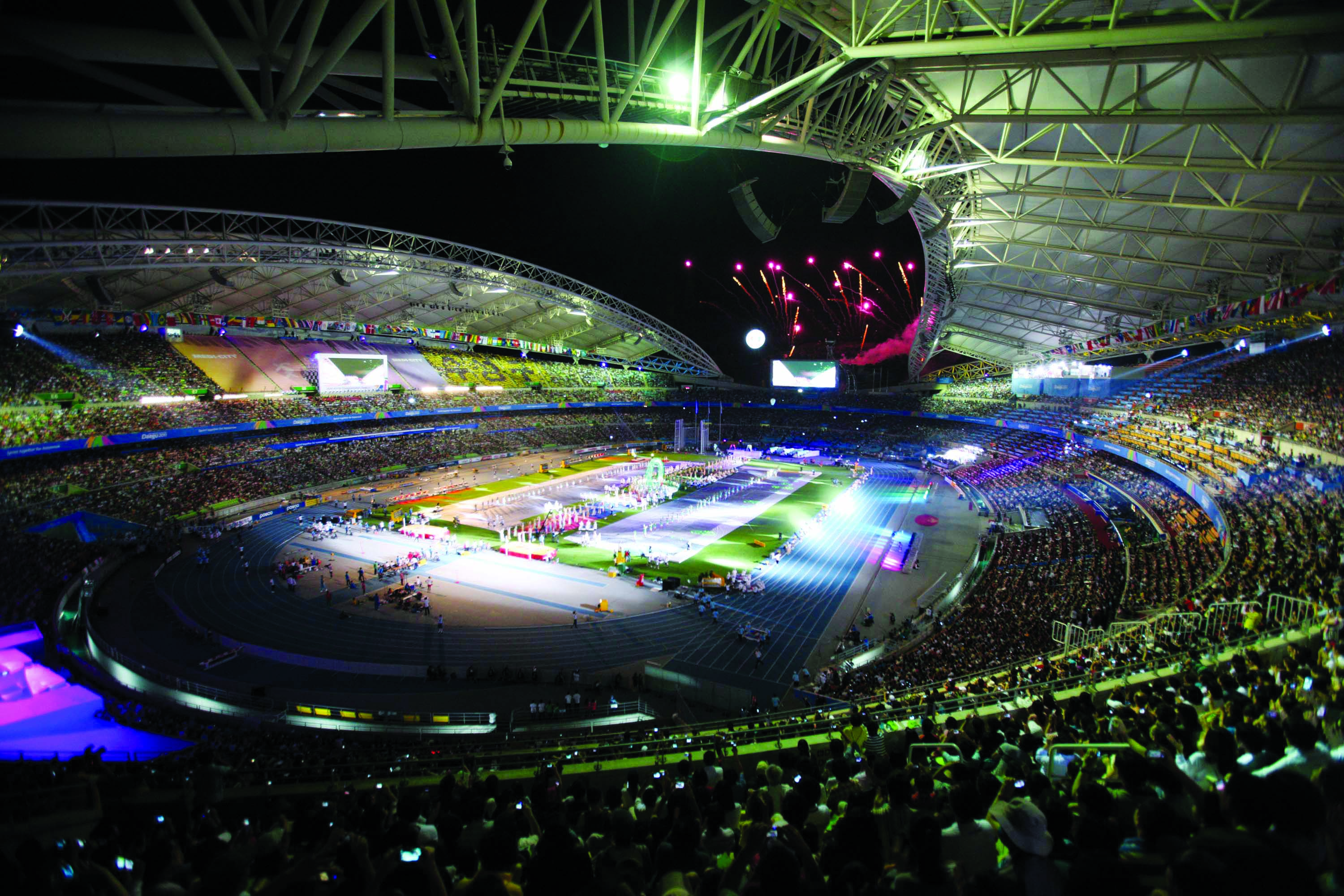
Das Daegu-Stadion im Jahr 2010

Die 4-mal-100-Meter-Staffel der Männer bei den Leichtathletik-Weltmeisterschaften 2011 wurde am 4. September 2011 im Daegu-Stadion der südkoreanischen Stadt Daegu ausgetragen.
Weltmeister wurde Jamaika in der Besetzung Nesta Carter, Michael Frater, Yohan Blake und Usain Bolt (Finale) sowie dem im Vorlauf außerdem eingesetzten Dexter Lee. Mit der Siegerzeit von 37,04 s stellte Jamaika im Finale einen neuen Weltrekord auf.

Den zweiten Platz belegte Frankreich mit Teddy Tinmar, Christophe Lemaitre, Yannick Lesourd und Jimmy Vicaut.

Bronze ging an St. Kitts und Nevis (Jason Rogers, Kim Collins, Antoine Adams, Brijesh Lawrence).
Auch der nur im Vorlauf eingesetzte jamaikanische Läufer erhielt eine Goldmedaille. Der Weltrekord stand dagegen nur den tatsächlich laufenden Athleten zu.

## Rekorde

### Bestehende Rekorde
| Weltrekord | 37,10 s | Jamaika (Nesta Carter, Michael Frater, Usain Bolt, Asafa Powell) | OS 2008 in Peking, Volksrepublik China | 22. August 2008 |
| WM-Rekord  | 37,31 s | Jamaika (Nesta Carter, Michael Frater, Yohan Blake, Usain Bolt)  | WM 2009 in Berlin, Deutschland         | 22. August 2009 |

### Rekordverbesserung
Die Weltmeisterstaffel aus Jamaika verbesserte den bestehenden WM-Rekord im Finale am 4. September in der Besetzung Nesta Carter, Michael Frater, Yohan Blake, Usain Bolt um 27 Hundertstelsekunden auf 37,04 s. Mit dieser Zeit stellte Jamaika gleichzeitig einen neuen Weltrekord auf.
Es gab außerdem eine Weltjahresbestleistung und zwei Landesrekorde.
- Weltjahresbestleistung:
  - 37,79 s – USA (Trell Kimmons, Justin Gatlin, Maurice Mitchell, Travis Padgett), 1. Vorlauf am 4. September
- Landesrekorde:
  - 38,47 s – St. Kitts und Nevis (Jason Rogers, Kim Collins, Antoine Adams, Brijesh Lawrence), 2. Vorlauf am 4. September
  - 39,04 s – Puerto Rico (Marcos Amalbert, Carlos Rodríguez, Marquis Holston, Miguel López), 2. Vorlauf am 4. September

## Doping
Die im Vorlauf ausgeschiedene südkoreanische Staffel wurde disqualifiziert, weil mit Lim Hee-Nam einer der beteiligten Läufer des Einsatzes der verbotenen Substanz Methylhexanamin bei diesen Weltmeisterschaften überführt und für zwei Jahre gesperrt wurde.

## Vorrunde
Die Vorrunde wurde in drei Läufen durchgeführt. Die ersten beiden Staffeln pro Lauf – hellblau unterlegt – sowie die darüber hinaus zwei zeitschnellsten Teams – hellgrün unterlegt – qualifizierten sich für das Finale.

### Vorlauf 1
4. September 2011, 19:00 Uhr
| Platz | Staffel           | Besetzung                                                                       | Zeit (s)                      |
| ----- | ----------------- | ------------------------------------------------------------------------------- | ----------------------------- |
| 1     | USA               | Trell Kimmons Justin Gatlin Maurice Mitchell (Vorlauf) Travis Padgett (Vorlauf) | 37,79 WL                      |
| 2     | Frankreich        | Teddy Tinmar Christophe Lemaitre Yannick Lesourd Jimmy Vicaut                   | 38,38                         |
| 3     | Portugal          | Ricardo Monteiro João Ferreira Arnaldo Abrantes Yazalde Nascimento              | 39,09                         |
| 4     | Ghana             | Emmanuel Kubi Tim Abeyie Ashhad Agyapong Aziz Zakari                            | 39,17                         |
| 5     | Chinesisch Taipeh | Wang Wen-tang Liu Yuan-kai Tsai Meng-lin Yi Wei-chen                            | 39,30                         |
| DNF   | Schweiz           | Pascal Mancini Amaru Reto Schenkel Alex Wilson Marc Schneeberger                |                               |
| DSQ   | Brasilien         | Diego Cavalcanti Sandro Viana Nilson André Bruno de Barros                      | IAAF Rule 170.7 Wechselfehler |

### Vorlauf 2
4. September 2011, 19:08 Uhr
| Platz | Staffel             | Besetzung                                                       | Zeit (s) |
| ----- | ------------------- | --------------------------------------------------------------- | -------- |
| 1     | Trinidad und Tobago | Keston Bledman Marc Burns Aaron Armstrong Richard Thompson      | 37,91    |
| 2     | Jamaika             | Nesta Carter Michael Frater Yohan Blake Dexter Lee (Vorlauf)    | 38,07    |
| 3     | St. Kitts und Nevis | Jason Rogers Kim Collins Antoine Adams Brijesh Lawrence         | 38,47 NR |
| 4     | Japan               | Yuichi Kobayashi Masashi Eriguchi Shinji Takahira Hitoshi Saitō | 38,66    |
| 5     | Südafrika           | Hannes Dreyer Ofentse Mogawane Roscoe Engel Thuso Mpuang        | 38,72    |
| 6     | Volksrepublik China | Chen Qiang Liang Jiahong Su Bingtian Lao Yi                     | 38,87    |
| 7     | Puerto Rico         | Marcos Amalbert Carlos Rodríguez Marquis Holston Miguel López   | 39,04 NR |
| DNF   | Deutschland         | Tobias Unger Marius Broening Sebastian Ernst Alex Schaf         |          |

### Vorlauf 3
4. September 2011, 19:16 Uhr
| Platz | Staffel        | Besetzung                                                                     | Zeit (s)                      |
| ----- | -------------- | ----------------------------------------------------------------------------- | ----------------------------- |
| 1     | Großbritannien | Christian Malcolm Craig Pickering Marlon Devonish Harry Aikines-Aryeetey      | 38,29                         |
| 2     | Polen          | Paweł Stempel Dariusz Kuć Robert Kubaczyk Kamil Kryński                       | 38,37                         |
| 3     | Italien        | Michael Tumi Simone Collio Emanuele Di Gregorio Fabio Cerutti                 | 38,41                         |
| 4     | Australien     | Anthony Alozie Matt Davies Aaron Rouge-Serret Isaac Ntiamoah                  | 38,69                         |
| 5     | Kanada         | Sam Effah Gavin Smellie Jared Connaughton Justyn Warner                       | 39,28                         |
| 6     | Thailand       | Weerawat Pharueang Suppachai Chimdee Sompote Suwannarangsri Jirapong Meenapra | 39,54                         |
| DSQ   | Niederlande    | Giovanni Codrington Brian Mariano Jerrel Feller Patrick van Luijk             | IAAF Rule 170.7 Wechselfehler |
| DOP   | Südkorea       | Yeo Ho-sua Cho Kyu-won Kim Kuk-young Lim Hee-nam                              | 38,94                         |

## Finale
4. September 2011, 21:00 Uhr
| Platz | Staffel             | Besetzung | Zeit (s) |
| ----- | ------------------- | --- | -------- |
| 1     | Jamaika             | Nesta Carter Michael Frater Yohan Blake Usain Bolt (Finale) im Vorlauf außerdem: Dexter Lee                                 | 37,04 WR |
| 2     | Frankreich          | Teddy Tinmar Christophe Lemaitre Yannick Lesourd Jimmy Vicaut                                                               | 38,20    |
| 3     | St. Kitts und Nevis | Jason Rogers Kim Collins Antoine Adams Brijesh Lawrence                                                                     | 38,49    |
| 4     | Polen               | Paweł Stempel Dariusz Kuć Robert Kubaczyk Kamil Kryński                                                                     | 38,50    |
| 5     | Italien             | Michael Tumi Simone Collio Emanuele Di Gregorio Fabio Cerutti                                                               | 38,96    |
| 6     | Trinidad und Tobago | Keston Bledman Marc Burns Aaron Armstrong Richard Thompson                                                                  | 39,01    |
| DNF   | Großbritannien      | Christian Malcolm Craig Pickering Marlon Devonish Harry Aikines-Aryeetey                                                    |          |
| DNF   | USA                 | Trell Kimmons Justin Gatlin Darvis Patton (Finale) Walter Dix (Finale) im Vorlauf außerdem: Maurice Mitchell Travis Padgett |          |

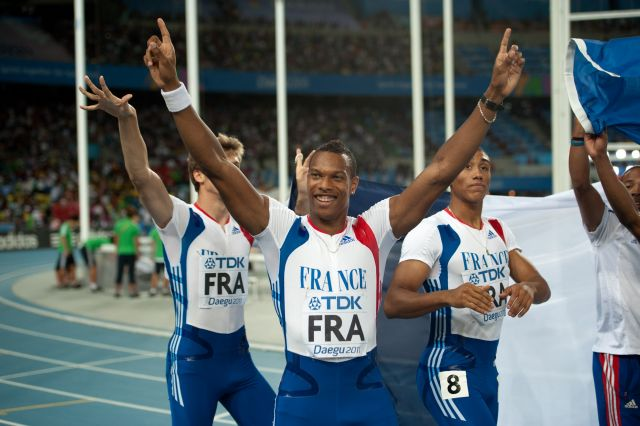
Drei Läufer der französischen Silberstaffel (v. l. n. r.): Christophe Lemaitre, Teddy Tinmar, Jimmy Vicaut, es fehlt Yannick Lesourd

Beim letzten Wechsel kollidierte Darvis Patton mit dem britischen Schlussläufer, dessen Oberkörper in die Bahn der US-Staffel hinein ragte. Durch den Sturz Pattons wurde auch die Staffel aus Trinidad und Tobago vor dem letzten Wechsel behindert und fiel zurück.

## Video
- World Record 4x100 metres relay, Jamaica, 37.04 sec, Daegu, IAAF WC 2011, final round, youtube.com, abgerufen am 24. Dezember 2020